# 江鴻
江鴻（？年—？年），蘭溪縣人，咸豐九年進士。

## 生平
- 咸豐九年中式進士。
- 同治五年，署江寧府督糧同知[1]。